# Wagner Leonardo
Wagner Leonardo Calvelo de Souza, noto semplicemente come Wagner Leonardo (Praia Grande, 23 luglio 1999), è un calciatore brasiliano, difensore del Grêmio.

## Caratteristiche tecniche
È un difensore centrale.

## Carriera
Cresciuto nel settore giovanile del Santos, ha esordito in prima squadra l'8 marzo 2019 disputando l'incontro di Coppa del Brasile vinto 4-0 contro l'América-RN. Promosso in prima squadra nel 2020, ha esordito nel Brasileirão il 10 settembre giocando l'incontro vinto 3-1 contro l'Atlético Mineiro.

## Statistiche
Statistiche aggiornate all'11 ottobre 2020.

### Presenze e reti nei club
| Stagione        | Squadra         | Campionato      | Campionato | Campionato | Coppe nazionali | Coppe nazionali | Coppe nazionali | Coppe continentali | Coppe continentali | Coppe continentali | Altre coppe | Altre coppe | Altre coppe | Totale | Totale | Totale |
| Stagione        | Squadra         | Comp            | Pres       | Reti       | Comp            | Pres            | Reti            | Comp               | Pres               | Reti               | Comp        | Pres        | Reti        | Pres   | Reti   |        |
| --------------- | --------------- | --------------- | ---------- | ---------- | --------------- | --------------- | --------------- | ------------------ | ------------------ | ------------------ | ----------- | ----------- | ----------- | ------ | ------ | ------ |
| 2019            | Santos          | A1/SP+A         | 0          | 0          | CB              | 1               | 0               | CS                 | 0                  | 0                  |             | -           | -           | 1      | 0      |        |
| 2020            | Santos          | A1/SP+A         | 0+5        | 0          | CB              | 0               | 0               | CL                 | 0                  | 0                  |             | -           | -           | 5      | 0      |        |
| Totale carriera | Totale carriera | Totale carriera | 5          | 0          |                 | 1               | 0               |                    | 0                  | 0                  |             | -           | -           | 6      | 0      |        |

## Palmarès
- Campionato Baiano: 1

Vitoria: 2024